# Bruno von Beutelsbach

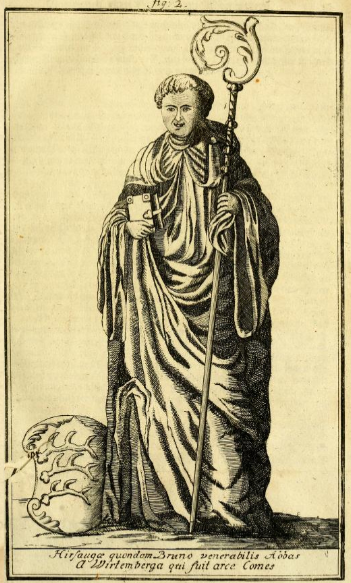
Bruno von Beutelsbach, Abt des Klosters Hirsau. Kupferstich aus dem 18. Jahrhundert.

Bruno von Beutelsbach (* unbekannt; † 23. März 1120) war Kanoniker am Speyerer Dom und Abt des Klosters Hirsau.

## Leben
Bruno war der Bruder des Konrad I. von Beutelsbach, der auch erster Herr von Württemberg war. Somit war er auch ein Bruder der Liutgart von Beutelsbach, die als Stammmutter des Haus Württemberg gilt. Bruno trug einen Namen, der in der Verwandtschaft der ottonischen und salischen Herrscher mehrfach für künftige Kleriker verwendet worden ist. Bruno wurde zunächst Kanoniker am Speyerer Dom. Anfang der 1080er Jahre wandte er sich wohl dem Kloster Hirsau als Wohltäter zu und wurde dort Mönch. 1105 wählte der Konvent ihn zum Abt gegen Gebhard von Urach. Dieser war neben Gottfried von Calw eine Stütze Heinrichs V. im Aufstand gegen Kaiser Heinrich IV. und er wollte den Hirsauer Abbatiat mit den Ämtern eines Bischofs von Speyer und Abts von Lorsch vereinigen. Der Konvent wollte jedoch unabhängig bleiben und wählte Bruno, auch um die Unterstützung Konrads I. von Württemberg zu erlangen. Bruno musste sich jedoch schließlich – jedenfalls nach dem Tod seines Bruders – mit dem Vogt Gottfried von Calw arrangieren. Er starb am 23. März 1120 und wurde in Hirsau begraben.